# Phil Jacks
Phil Jacks (Willebroek, 17 februari 1974) is een Belgische producer en muzikant. Het is de pseudoniem van Achiel Keppens.
Hij is de mede-oprichter  en drummer van de Belgische new wave formatie Spiral of Silence waarmee hij in de periode 1995-2004 in het alternatieve circuit toerde (in binnen- en buitenland). De groep had een kenmerkende sound die sterk doet denken aan Joy Division en New Order.
In de periode 2004-2007 zat hij met zijn electropop-band REKASH op het Stella Artois Music Records label (PIAS), samen met onder meer Praga Khan. Voor de videoclips van Rekash werkte Phil Jacks samen met lingerieontwerper en fashionista Muriel Scherre (ook bekend als La Fille d'O). Met REKASH bracht Phil Jacks 2 ep's uit ('Blue' in 2005 en 'The Same Mistake' in 2006'). In 2006 haalde het nummer 'The Same Mistake' een tweede plaats in de alternative charts van JIMtv.
Tussen 2008 en 2014 richtte Phil Jacks zich op zijn project VOX 'N JACKS, een live DJ-duo dat onder meer op Tomorrowland, Laundry Day en clubs als Café d'Anvers en Silo speelde. Op de release van 2012 'Lack of Love' werkten ze samen met Graeme Park, de resident DJ van de notoire house club The Hacienda (Manchester) en de Belgische producer Sven Van Hees.
In 2015 gaat Phil Jacks zijn eigen weg en richt hij zich volledig op zijn solo-project. 
Eind 2016 bracht hij 2 ep's uit ('Happiness is Easy' en 'Noise in your Soul'), waarin hij terugkeert naar zijn voorliefde voor electropop en acid house. `
In 2017 brengt hij de single 'Souls Collide' uit met producer Hairy. De track is een ode aan 80s synthpop maar heeft duidelijk recentere invloeden zoals MGMT en Tame Impala . Begin 2018 verschijnt een remix van het nummer, door de DJ Nutownproject (Tresor, Berlijn).
De samenwerking met producer Hairy (pseudoniem van Bob Op De Beeck, met wie Jacks ook samen muziek schreef voor REKASH) neemt nieuwe vormen aan en in 2018 werken de twee aan nieuwe nummers . In januari 2019 verschijnen er 2 debuut singles met hun nieuw project 'Paradise Island Life'.
Eind 2019 doet hij (als drummer) een mini-tournee met Belpop icoon Kloot Per W en Mauro Pawlowski, om de plaat ‘Insider/Outsider’ (PerW/Pawlowski) te promoten. Support act is ‘Not Eno & Cale’, een gelegenheidsproject van Marcel Vanthilt en Kloot Per W. De tournee met Kloot Per W Group die daarop zou volgen wordt door de Covid-19 crisis geannuleerd en verplaatst naar 2021-2022. Ondertussen werkt Jacks met Kloot Per W aan een nieuwe ep 'Nuits Blanches' die op 12 maart 2021 verschijnt (Jezus Factory Records), zowel digitaal als op 10 inch vinyl.
Eind 2020 lanceert hij onder het pseudoniem Simon Kappers een nieuwe band: Cromwell. Het betreft een samenwerking met Emilie Blom (bassiste van The Scene) en multi-instrumentalist Klaus Wagner (waarvan sommigen beweren dat het om Kloot Per W gaat). De debuut-ep van Cromwell ('The 37° EP') en de single 'My Darkest Hour' worden goed onthaald op een aantal Nederlandse radiozenders en krijgen high-rotation airplay. De muziek van Cromwell wordt omschreven als 'donkerpop' en ‘dreampop’: dromerige electro met newwave-invloeden.

## Discografie (als solo-artiest)
- Happiness is Easy, ep - 2016 - Record Union
- Noise in your Soul, ep - 2016 - Record Union
- Souls Collide, single - 2017 - Record Union

## Discografie (met PARADISE ISLAND LIFE)
- Paradise Island Life, single - 2019 - Record Union
- You're Already There, single - 2019 - Record Union

## Discografie (metSPIRAL OF SILENCE)
- Theatre of Pain, demo - 1993
- Connection, demo - 1995
- LEAP, cd - 1998 - Energeia Records, Italië
- Decadent, cd - 2002 - Purple Moon Records, België
- Seed Dump, single - 2002
- Community - A Tribute to New Order, verzamel - 2004 - Retroforward Records
- TOLL, single - 2021 - Jezus Factory Records, U.K.
- WISH, single - 2021 - Jezus Factory Records, U.K.
- Landmark, ep - 2022 - Jezus Factory Records, U.K.
- Forgiveness, single - 2024 - Jezus Factory Records, U.K.

## Discografie (met REKASH)
- BLUE, ep - 2005 - Stella Artois Music Records (PIAS)
- The Same Mistake, ep - 2006 - Stella Artois Music Records (PIAS)

## Discografie (met VOX 'N JACKS)
- Colombian Cocain, ep - 2010 - Push It Records
- The Lack of Love, ep - 2012 - Push It Records
- The Lack of Love - Hulsken & Heuvel Remix, Push It Network #1, verzamel - 2013 - Push It Records

## Discografie (met KLOOT PER W GROUP)
- Je t'ai toujours aimée, Single - 2020 - Jezus Factory Records (UK)
- Nuits Blanches, Single - 2021 - Jezus Factory Records (UK)

## Discografie (met CROMWELL)
- The Thirty Seven Degrees EP, ep - 2021 - Jezus Factory Records (UK)
- My Darkest Hour, Single - 2021 - Jezus Factory Records (UK)
- Slow Down, Single - 2024 - Floyd Records (BE)
- 1982, Single - 2025 - Floyd Records (BE)